# Население Республики Гаити
В 2018 году население Гаити оценивалось примерно в 10 788 000 человек. В 1950 г. первая официальная перепись выявила общую численность населения в 3,1 миллиона человек. Плотность населения в среднем составляет около 350 человек на квадратный километр, при этом в большей степени люди живут в городских районах, прибрежных равнинах и долинах.

## Состав населения
В расовом отношении население Гаити однородно. 95 % населения составляют потомки чернокожих рабов, завезённых на остров из Западной Африки в колониальное время. Остальные 5 % населения составляют мулаты и потомки европейцев французского, польского, немецкого, испанского и итальянского происхождения. При этом белые испанского происхождения составляют большую часть потомков европейцев и в основном являются выходцами с Кубы и Доминиканской Республики. Чернокожие говорят на креольском и французском языках (оба языка — официальные) и исповедуют вуду и католицизм.

## Динамика и структура населения
Прирост населения в 2008 году составлял 2,453 %. Смертность с 1992 года снизилась с 15 до 10,4 на 100 человек, рождаемость соответственно с 42 до 35,87. Детская смертность снизилась за тот же период со 104 до 63,83 на 1000 младенцев.
Дети до 15 лет составляют 42,1 %, люди трудоспособного возраста (15-65 лет) — 54,4 %, старше 65 лет — 3,5 %
| Годы           | Численность (тысяч чел.) |
| -------------- | ------------------------ |
| 1500           | 600                      |
| 1600           | 300                      |
| 1700           | 150                      |
| 1750           | 250                      |
| 1800           | 500                      |
| 1850           | 543                      |
| 1855           | 560                      |
| 1862           | 572                      |
| 1875           | 800                      |
| 1887           | 960                      |
| 1894           | 1210,5                   |
| 1899           | 1347                     |
| 1909           | 1613,3                   |
| 1919           | 2029,7                   |
| 1930           | 2380                     |
| 1940           | 2751                     |
| 1950           | 3097                     |
| 1960           | 3623                     |
| 1970           | 4235                     |
| 1980           | 5353                     |
| 1990           | 6486                     |
| 1995           | 7165                     |
| 2000           | 7180                     |
| 2030 (прогноз) | 11 500                   |
| 2050 (прогноз) | 14 700                   |
| 2100 (прогноз) | 18 500                   |

Многие гаитянцы являются ВИЧ-инфицированными. Было установлено, что ВИЧ-инфекцию в 1969 году в США занёс один-единственный житель Гаити.
В результате разрушительного землетрясения 12 января 2010 года население государства сократилось более чем на 270 000 человек.